# Vetenskapsåret 1927

## Händelser

### Astronomi
- Okänt datum - Belgaren Georges Lemaître påstår att Universum kommer från en enda uratom.[1]
- 29 juni - En total solförmörkelse inträffade över Sverige.

### Fysik
- Oktober - Vid den femte Solvay-konferensen diskuteras den nya kvantmekaniken. Albert Einstein angriper Niels Bohrs och Werner Heisenbergs teorier.

### Teknik
- 14 april – Den första serietillverkade Volvobilen rullar ut från fabriken på Hisingen [2]. Produktionen är fem bilar per dag [3] och priset 4 800 SEK medan topphastigheten är 90 kilometer i timmen [4]. Bilen är en ÖV 4 [5].
- 20–21 maj – Amerikanska svenskättlingen Charles Lindbergh flyger ensam över Atlanten, från New York till Paris på 33,5 timmar i sitt enmotoriga flygplan Spirit of St. Louis [2].

## Pristagare
- Bigsbymedaljen: Bernard Smith [6]
- Copleymedaljen: Charles Sherrington
- Nobelpriset: [7]
  - Fysik: Arthur Holly Compton, Charles Thomson Rees Wilson
  - Kemi: Heinrich Wieland
  - Fysiologi/Medicin: Julius Wagner-Jauregg
- Penrosemedaljen: Thomas Chrowder Chamberlin
- Wollastonmedaljen: William Whitehead Watts [8]

## Födda
- 29 januari - Lewis Urry (död 2004), uppfinnare av det långlivade alkaliska batteriet.
- 16 mars - Vladimir Komarov (död 1967), kosmonaut på Sojuz 1.

## Avlidna
- 19 januari - Carl Gräbe (född 1841), kemist.
- 17 augusti - Ivar Fredholm (född 1866), svensk matematiker.
- 21 augusti - William Burnside (född 1852), engelsk matematiker.
- 14 september - Julian Vasilievitj Sokhotski (född 1842), matematiker.

### Fotnoter
1. ↑  Maria Gunther Axelsson (23 januari 2005). ”Galaxerna nytt bevis för Big Bang. Prästens omstridda idé har hittills klarat alla test”. Dagens nyheter. Arkiverad från originalet den 25 februari 2016. https://web.archive.org/web/20160225105019/http://www.dn.se/arkiv/nyheter/galaxerna-nytt-bevis-for-big-bang-prastens-omstridda-ide-har. Läst 17 februari 2016.
2. 1 2  20:e århundrades När Var Hur - 1927, Bernt Himmelstedt, Forum, 1999
3. ↑  Hundra år i Sverige - 1927, Hans Dahlberg, Albert Bonniers, 1999
4. ↑  Sverige 1900-talet – 1927, NE, Bra Böcker, 2000
5. ↑  Sverige 1900-talet – Från kullager till IT på ett sekel, NE, Bra Böcker, 2000
6. ↑  ”Geological Society”. Arkiverad från originalet den 5 juni 2011. https://web.archive.org/web/20110605101836/http://www.geolsoc.org.uk/gsl/society/history/page753.html. Läst 13 april 2011.
7. ↑  ”Nobelpriset”. http://nobelprize.org/nobel_prizes/lists/all/index.html. Läst 10 april 2011.
8. ↑  ”Geological Society”. Arkiverad från originalet den 5 juni 2011. https://web.archive.org/web/20110605102217/http://www.geolsoc.org.uk/gsl/society/history/page750.html. Läst 14 april 2011.